# Shoulder Pad

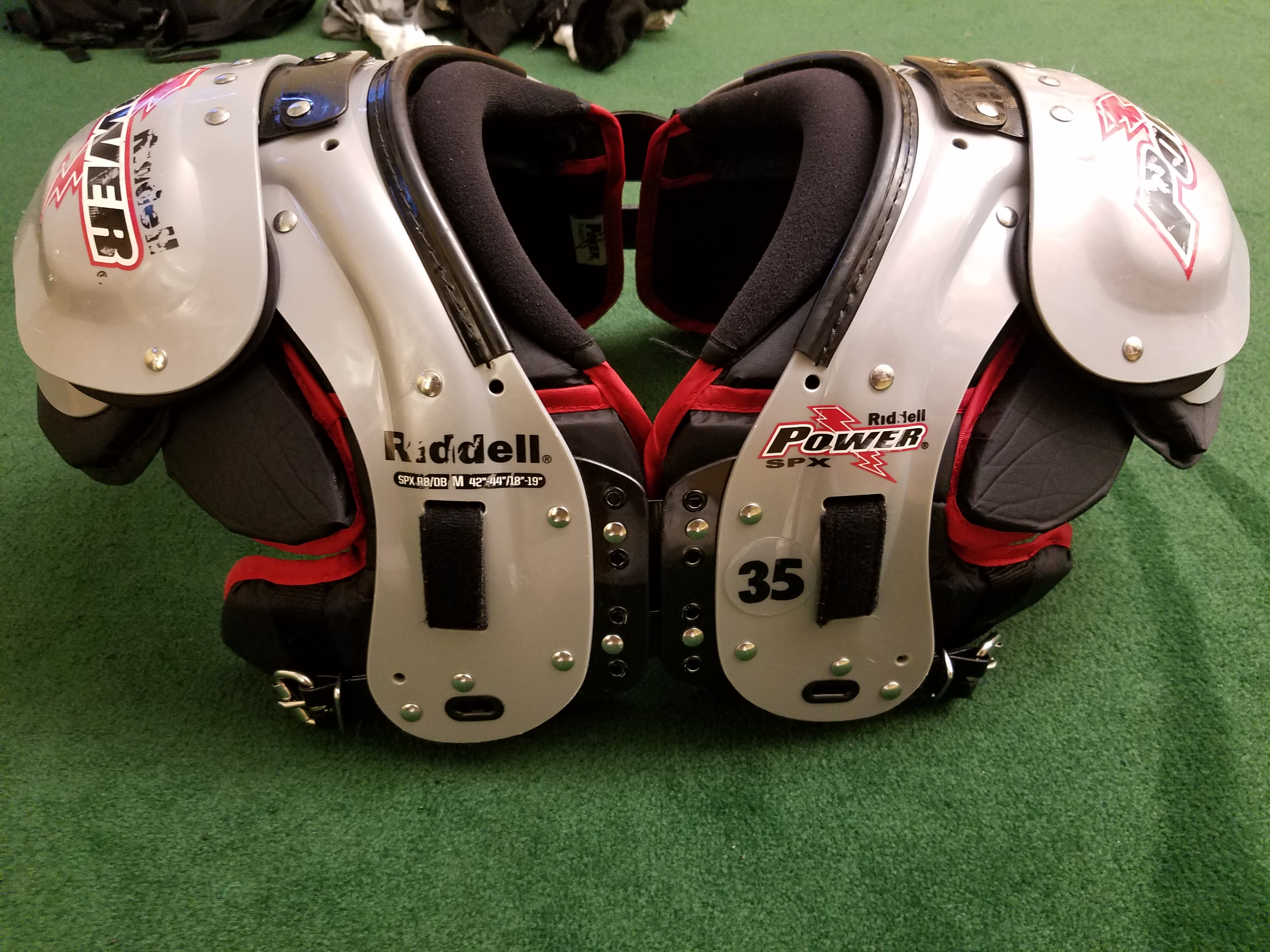
Ein Shoulder Pad

Shoulder Pads sind Kleidungsstücke, die im American Football, Canadian Football und Arena Football unter dem Trikot getragen werden und Teil der Schutzausrüstung sind.
Erfunden wurden Shoulder Pads im späten 19. Jahrhundert. Sie bestanden anfangs aus Leder und Filzpolsterung. Ab den 1980ern wechselte man zu Plastik und Schaum. Die sechs bis acht Pfund schweren Pads waren dabei sehr groß und schränkten die Mobilität der Spieler ein. Durch Veränderungen in der Spielweise und verbesserte Produktionsmöglichkeiten sind der Komfort gestiegen und die Größe und das Gewicht erheblich gesunken. Nach Angaben der National Football League gab es dabei jedoch keine Veränderungen in der Häufigkeit von Schulterverletzungen. Die Anforderungen an Shoulder Pads variieren mit der Spielerposition.
Als Shoulder Pad wird im Englischen auch der Brustschutz als Teil der Eishockeyausrüstung bezeichnet.